# 호세아 (선지자)

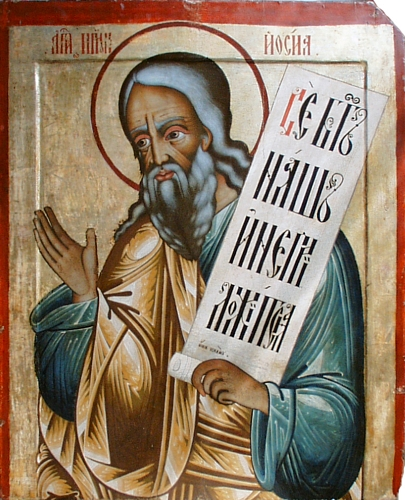

호세아(/ˌhoʊˈziːə/ 또는 /hoʊˈzeɪə/; 히브리어: הוֹשֵׁעַ – Hōšēaʿ, '구원'; 그리스어: Ὡσηέ – Hōsēé)는 히브리어 성경에서 브에리의 아들인 오세라고도 알려져 있으며 기원전 8세기 이스라엘의 예언자였다. 그리고 호세아서의 명목상의 주요 저자. 그는 12명의 소선지서 중 첫 번째 사람으로, 그의 집합적인 글은 제2성전 시대에 유대교 타나크에서 하나의 책으로 집계되고 조직되어 느비임의 마지막 책을 형성했다. 그러나 어떤 글은 기독교에서 개별 책으로 구별된다. 호세아는 종종 "파멸의 예언자"로 여겨지지만 그의 파멸 메시지 이면에는 회복의 약속이 있다. 탈무드는 그가 그의 세대에서 가장 위대한 예언자라고 주장한다. 호세아의 성역 기간은 약 60년에 달했으며, 당시 이스라엘에서 예언을 기록한 유일한 예언자였다.

## 이름의 의미
호세아('구원', '그가 구원하다' 또는 '그가 돕는다'라는 의미)라는 이름은 구원을 의미하는 관련 동사에서 파생된 일반적인 이름인 것으로 보인다. 민수기 13:16은 호세아가 눈의 아들 여호수아의 원래 이름이었다고 말한다. 모세가 그에게 테트라그람마톤의 축약형을 통합한 더 긴 신학적 이름 예호슈아(히브리어: יְהוֹשֻֽׁעַ)를 부여할 때까지 말이다. 라시(Rashi)는 소타(Sotah) 34b에서 여호수아가 יה(Yah)와 הושע(Hosea, "하나님이 구원할 것이다")의 복합 이름이라고 설명한다.